# 5039 Rosenkavalier
Az 5039 Rosenkavalier (ideiglenes jelöléssel 1967 GM1) a Naprendszer kisbolygóövében található aszteroida. Freimut Börngen fedezte fel 1967. április 11-én.